# Марко Јешић
Марко Јешић (рођен 7. августа 1989. у Фаирфелд, Њу Саут Велс ) је аустралијски фудбалер српског порекла који игра за ФК Маркони Сталионс. 

## Клубска каријера
Јешић је одрастао на улицама Босли Парка у југозападном Сиднеју и промовисан је у састав Њукасл Џетса А-Лиге након што је играо у омладинској лиги. Јешић је дипломирао на Аустралијском институту за спорт. 

### Њукасл Јунајтед Џетс
Марко је своју фудбалску каријеру започео у АИС-у . Након дипломирања на Аустралијском институту за спорт, Јешић се 2008. године преселио у Њукасл Јунајтед Џетс. 6. октобра 2008. дебитовао је за А-Лигу за Њукасл Јунајтед Џетс као замену за Велингтон Финикс. У својој другој утакмици Марко је постигао свој први гол за Џетсе на његовом почетном дебију у победи Њукасла од 1: 0 над Мелбурн Виктори 18. октобра 2008. у 86. минуту. 
Године 2009. Марко се такмичио у АФЦ Лиги шампиона са Њукасл Јунајтед Џетсом. Дана 7. априла 2009. Њукасл Џетси су играли против Нагоја Грампуса који је у то време био један од најбољих тимова у Азији. Нагоја Грампусом је управљао Драган Стојковић. Јешић је био главни фудбалер утакмице. 

### Сан Пегазус
Дана 30. децембра 2013. објављено је да је Марко потписао са Хонг Конг клубом Сан Пегазус.

### Повратак у Рокдејл
По повратку у Рокдејл, постигао је гол у почетној утакмици НПЛ НСВ сезоне 2015. против АПИА Лајхардта у њиховом 4-2 губитку.

### Маркони Сталионс
У октобру 2015. године, Маркони Сталионс је најавио да су потписали са Јешићем, заједно са другим високопрофилним именима, за кампању НПЛ2 за 2016. годину. 

## Почасти
Са Аустралијом :
- Интернационални Кор Гроеневеген турнир (У-20): 2009
- АФФ У19 Омладинско првенство : 2008
- Веифанг куп (У-18): 2007

Сан Пегазус
- Хонг Конг Сениор Челенџ Шилд Победници: 2013–14